# Petite pêche
La petite pêche est la pêche en mer pratiquée par tout navire ne s’absentant du port que pour quelques heures :  c'est une pêche considérée comme artisanale et pratiquée sur de petits bateaux, par un homme seul ou au plus, quelques hommes, à la différence de la pêche côtière, où la campagne de pêche est d'une durée inférieure ou égale à 4 jours, mais supérieure à 1 jour. Elle diffère aussi de la pêche au large, où les marées durent de 10 à 15 jours, et de la grande pêche où les campagnes de pêche peuvent durer plusieurs mois.